# Seksuele revolutie
De seksuele revolutie was een maatschappelijke verandering in de omgang met en de kijk op seksualiteit, die in de jaren 1960 plaatsvond, deels geïnspireerd door de werken van Wilhelm Reich en Alfred Kinsey. Vooral de introductie van de anticonceptiepil (ook bekend als "de pil") in 1964, droeg hier sterk aan bij. De seksuele revolutie is vooral een fenomeen uit de westerse industriële samenleving. 
Er werd meer de nadruk op de individuele beleving gelegd. Seksualiteit kwam losser te staan van voortplanting, mede door de introductie van de pil als effectief anticonceptiemiddel. Mede daardoor kwamen seks en huwelijk verder van elkaar af te staan (voor- en buitenechtelijke seks). Ook seks met meer dan één partner (afwisselend of tegelijk) deed opgang (vrije liefde, "seksuele bevrijding").
De provo- en hippiebeweging heeft belangrijke bijdragen geleverd aan de seksuele revolutie. Daarnaast is er de invloed geweest van de televisie als massamedium.
De seksuele revolutie viel samen met een verandering in morele waarden en was een van de grotere onderwerpen in het feminisme en de emancipatie van de vrouw. Seksuele bevrijding en de bestrijding van seksueel geweld tegen vrouwen speelden een grote rol in de vrouwenbeweging van de "tweede feministische golf". Voorvechters waren naast de vrouwenbeweging onder meer de progressieve partijen. De grote kerken reageerden terughoudend of afwijzend, vooral de Rooms-Katholieke Kerk en orthodoxe protestanten. De invloed van de kerken nam echter af (secularisatie).

## Gevolg
Hoewel er later deels weer een teruggang is geweest kan in het algemeen worden gesteld dat sinds de seksuele revolutie:
- de emancipatie van de vrouw is toegenomen
- in de plaats van het huwelijk en het gezin, het individu als belangrijkste maatschappelijke institutie is gekomen
- de incidentie van geslachtsziekten is toegenomen
- het aantal grote gezinnen is afgenomen
- de bevolkingsaanwas is gedaald
- Onder andere homoseksualiteit wordt meer geaccepteerd, en het homohuwelijk is ingevoerd

## Nederland
In Nederland ontstond de NVSH met allerlei consultatiebureaus. De politieke partijen D'66 en de PSP waren op het thema actief.